# Pepper LaBeija
Pepper LaBeija (5 de noviembre de 1948 - 14 de mayo de 2003) fue una drag queen y diseñadora de moda estadounidense. LaBeija era conocida como "la última reina restante de los drag balls de Harlem, Nueva York".

## Carrera
LaBeija nació en El Bronx. Si bien LaBeija se identificaba como hombre, prefería que se la llamara con el pronombre femenino "ella".  En 1981, reemplazó a Crystal LaBeija como directora de la Casa de Cultura del Ball de LaBeija (de donde deriva su apellido). Ella siguió siendo la cabeza (conocida como "la Madre") durante más de 20 años. 
LaBeija compitió en numerosos bailes de resistencia y era conocida por sus actuaciones en la pasarela de inspiración egipcia. A lo largo de su carrera, ganó aproximadamente 250 trofeos. Para ganar dinero, producía drag balls y enseñaba a modelar.

## Muerte
LaBeija murió en 2003 en el Hospital Roosevelt en Manhattan. Ella, como prefería que la llamaran, tenía 53 años.

## En la cultura popular
LaBeija es conocida por sus apariciones en los documentales Paris is burning (1990) y How Do I Look? (2006).
LaBeija también hizo apariciones en The Joan Rivers Show (1991), TV Travestis (1982) y The Queen (1968).
Malcolm McLaren citó a LaBeija en la canción y el video musical de 1989 " Deep in Vogue", un tributo a los bailes gay de Nueva York de la década de 1980, competencias de pasarela que involucraban baile, moda y actitud.